# Denis Nulty

Wappen von Denis Nulty

Denis Nulty (* 7. Juni 1963 in Baile Shláine) ist Bischof von Kildare und Leighlin.

## Leben
Denis Nulty empfing am 12. Juni 1988 die Priesterweihe.
Papst Franziskus ernannte ihn am 7. Mai 2013 zum Bischof von Kildare und Leighlin. Die Bischofsweihe spendete ihm der Erzbischof von Dublin, Diarmuid Martin, am 4. August desselben Jahres. Mitkonsekratoren waren der Apostolische Nuntius in Irland, Charles John Brown, und der Bischof von Meath, Michael Smith.